# 遠山唯一
遠山 唯一（とおやま ただいち、1907年‐1959年10月25日）は大正時代から昭和時代にかけての日本画家、

## 略歴
松林桂月及び伊東深水の門人。本名も唯一。蝉里、陽春と号す。1907年に愛知県北設楽郡田口町に生まれた。上京してまず松林桂月に師事して山水画、花鳥画を得意とした。後に伊東深水に入門、帝展、日展に11回入選を果たし、白寿賞を受賞している。渡辺崋山の墓所のある城宝寺崋山堂の天井画「立葵」を描いている。享年52。

## 作品
- 「水辺小禽」 田原市博物館所蔵
- 「支度」絹本着色  豊橋市美術博物館所蔵 昭和初期
- 「山村風景図」 紙本着色
- 「カケス図」 紙本着色